# Tsuki no Misaki
Tsuki no Misaki (月の岬 (oo 月の見崎), Tsuki no Misaki), « promontoire de la Lune », est un ancien nom pour désigner une partie d'un plateau à Mita, Minato-ku, Tokyo au Japon. Une explication du nom vient de ce que le plateau est considéré comme un lieu particulièrement bien choisi pour observer la Lune au-dessus de la baie d'Edo.

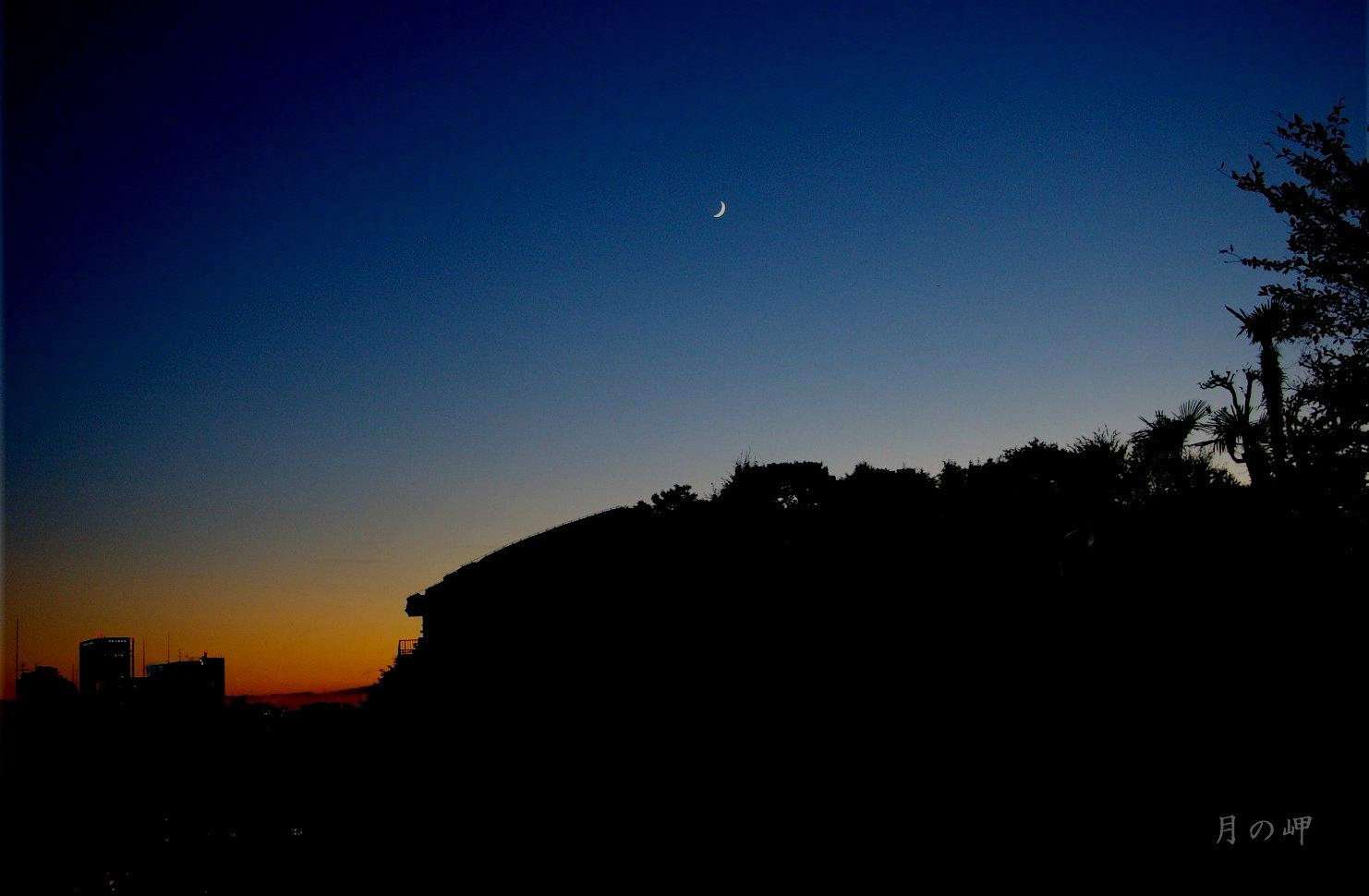
Photo moderne de l'endroit

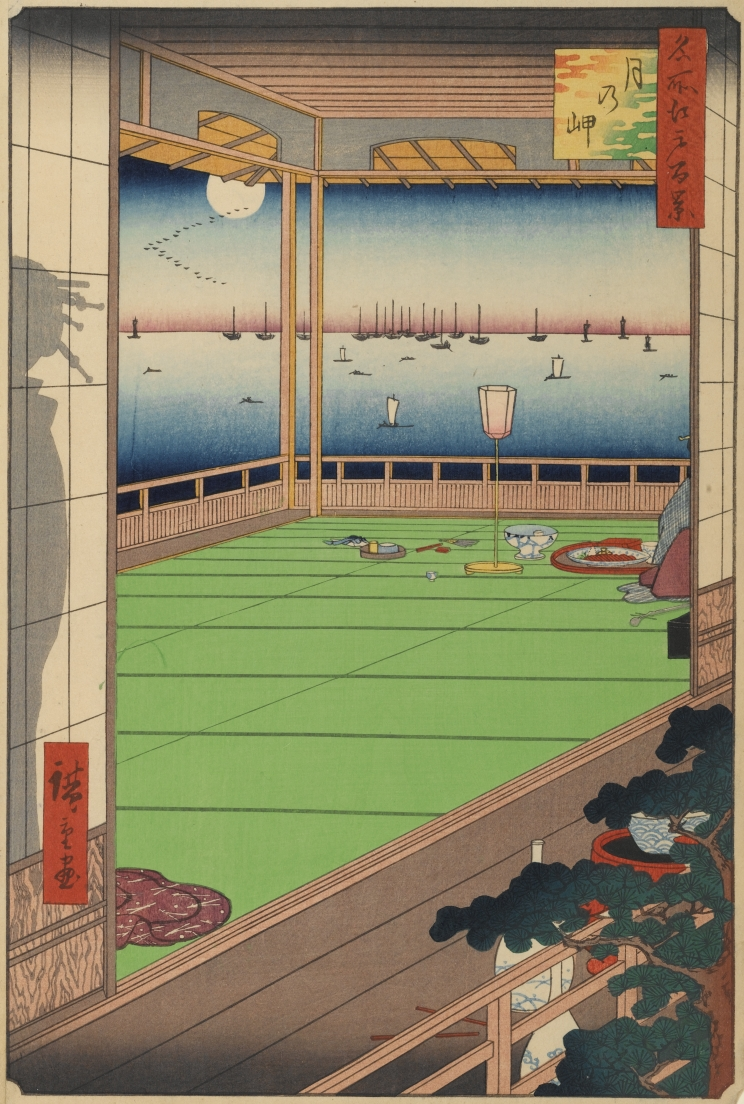
Tsuki no Misaki, estampe de Hiroshige, des Cent vues d'Edo

Durant l'époque d'Edo, l'emplacement est bien connu comme l'un des sept caps (Nanasaki (七崎) autour d'Edo, les six autres étant Shiomizaki (潮見崎), Sodegazaki (袖が崎), Ōsaki (大崎), Kōranzaki (荒蘭崎), Chiyogasaki (千代が崎) et Chōnangasaki (長南が崎).
Le nom tombe en désuétude au milieu ou vers la fin de l'ère Meiji quand il est fait référence à la perte de la vue consécutive à la construction de nouveaux bâtiments.
Akimoto Chūnagon (秋元中納言) a composé une poésie tanka sur Tsuki no Misaki.

## Hiroshige
Le peintre Hiroshige a dessiné deux planches de la Lune vue au-dessus de la baie à partir d'une maison de thé ou d'un bordel à Tsuki no Misaki. Certains doutes ont été exprimés quant à savoir si ces gravures représentent cet endroit ou un autre à Yatsuyama (八つ山) à Shinagawa mais Yatsuyama a été nivelé et son emplacement utilisé pour construire Odaiba à la fin de l'époque d'Edo.